# Styl naukowy
Styl naukowy – styl funkcjonalny języka używany w tekstach o charakterze naukowym, ukształtowany na gruncie języka standardowego.
Styl ten jest zazwyczaj nasycony fachowymi terminami, które mają w obrębie danej dyscypliny ściśle zdefiniowane znaczenie (często odmienne od znaczenia przyjętego w języku powszechnym), dzięki czemu teksty pisane tym językiem nie pozostawiają, jak inne formy wypowiedzi literackiej, swobody ich różnej interpretacji. Cechuje go też częste stosowanie form bezosobowych, strony biernej, czasu przeszłego, form przypuszczających i formalizmu matematycznego. Styl ten nie stanowi jednorodnego tworu, lecz cechuje się odmianami, właściwymi dla różnych dziedzin wiedzy i gatunków publikacji.
Teksty naukowe są zwykle pisane przez jednych naukowców dla innych naukowców i bywają trudne lub wręcz niemożliwe do zrozumienia bez odpowiedniego przygotowania.

## Występowanie
Obecność stylu naukowego charakterystyczna jest dla prac naukowych, choć niekiedy jest on spotykany również w innego rodzaju tekstach. Niektóre podręczniki, szczególnie te skierowane do studentów, są także pisane językiem naukowym. Jego elementy zauważalne są też w encyklopediach i leksykonach.
Zastosowanie stylu naukowego nie ogranicza się tylko do tekstów pisanych – wszelkiego typu wykłady naukowe czy sympozja również mogą być wygłaszane w stylu naukowym.

## Historia powstania
Początków stylu naukowego można doszukiwać się już w średniowieczu, kiedy zalążkiem tekstów naukowych były recepty lekarskie. Następnie w czasach nowożytnych, a dokładniej w XVI wieku zaczęły powstawać liczne poradniki medyczne, gospodarskie itp. o charakterze naukowym. Jednak właściwy rozwój stylu przypada dopiero na wiek XIX, kiedy rozpoczęła się fala wielkich odkryć naukowych. Wzrosło zapotrzebowanie na rozpracowywanie szczegółów owych odkryć, co było niezbędne do późniejszego ich wykorzystania. W rezultacie rosła liczba ludzi pracujących w zawodzie naukowca. W masie szczegółów opracowywanych w wielu dziedzinach, przez naukowców, którzy kontaktowali się głównie za pomocą różnojęzycznych publikacji, zaczęły powstawać problemy w komunikowaniu się. Ich zwalczanie wymagało tworzenia nowych terminów oraz zaopatrzenie ich w ścisłe definicje, tak aby uniknąć dwuznaczności. Tak narodził się bardzo sztywny i schematyczny styl naukowy.

## Cechy charakterystyczne
Do charakterystycznych cech stylu naukowego można zaliczyć następujące elementy:
- obecność funkcji poznawczej, wynikającej z celu pracy naukowej dążącej do zapoznania czytelnika bądź słuchacza z omawianym zagadnieniem.
- przewaga zdań podrzędnie złożonych i wielokrotnie złożonych o skomplikowanej budowie. Ich częste występowanie służy precyzyjnemu, ścisłemu i przejrzystemu wyrażaniu myśli. Taka budowa najlepiej oddaje skomplikowany niejednokrotnie tok rozumowania naukowca[9].
- zdominowany przez terminologię naukową przyjętą w danej dziedzinie (dużą część terminologii stanowią wyrazy obce, co wiąże się z międzynarodowym charakterem nauki). Autor pracy naukowej nie podaje objaśnienia terminów, zakłada, że czytelnik bądź słuchacz rozumie ich znaczenie. Sprawia to, że tekst jest niezrozumiały dla „zwykłego człowieka”, tj. osoby niezajmującej się nauką na co dzień.
- brak jakichkolwiek językowych środków obrazowania i figur poetyckich takich jak metafory, porównania, powtórzenia.
- pozbawiony nacechowania emocjonalnego.
- logiczna kompozycja obejmująca tezy, argument, wnioski, przykłady. Występuje podział na rozdziały i akapity, ponadto zawiera liczne tabele, wykresy, symbole, wzory[10].
- liczne cytaty i przypisy.
- użycie wyrazów i wyrażeń, określających intelektualną postawę autora wobec własnych twierdzeń (prawdopodobnie, zasadniczo, moim zdaniem, jak sądzę itp.).
- użycie, często zwyczajowo utartych, form nawiązywania kontaktu z czytelnikiem (Zwróćmy uwagę..., Rozpatrzymy z kolei zagadnienie... itp.).
- obiektywność przedstawianych zjawisk i problemów, osiągana poprzez użycie form bezosobowych lub formy liczby mnogiej.